# Club Atlético River Plate 1939
Questa voce raccoglie le informazioni riguardanti il Club Atlético River Plate nelle competizioni ufficiali della stagione 1939.

## Stagione
Il River tenne un andamento piuttosto costante nel corso del campionato, vincendo sovente con largo margine (per esempio, 8-0 contro il Ferro Carril Oeste alla sesta giornata) e tenendo il passo dell'Independiente, che a fine torneo raggiunse però un vantaggio di 6 punti. La compagine di Núñez registrò il secondo miglior attacco, con 100 gol fatti, e la terza miglior difesa, con 43 gol subiti.

## Maglie e sponsor
| Casa | Trasferta |

## Rosa

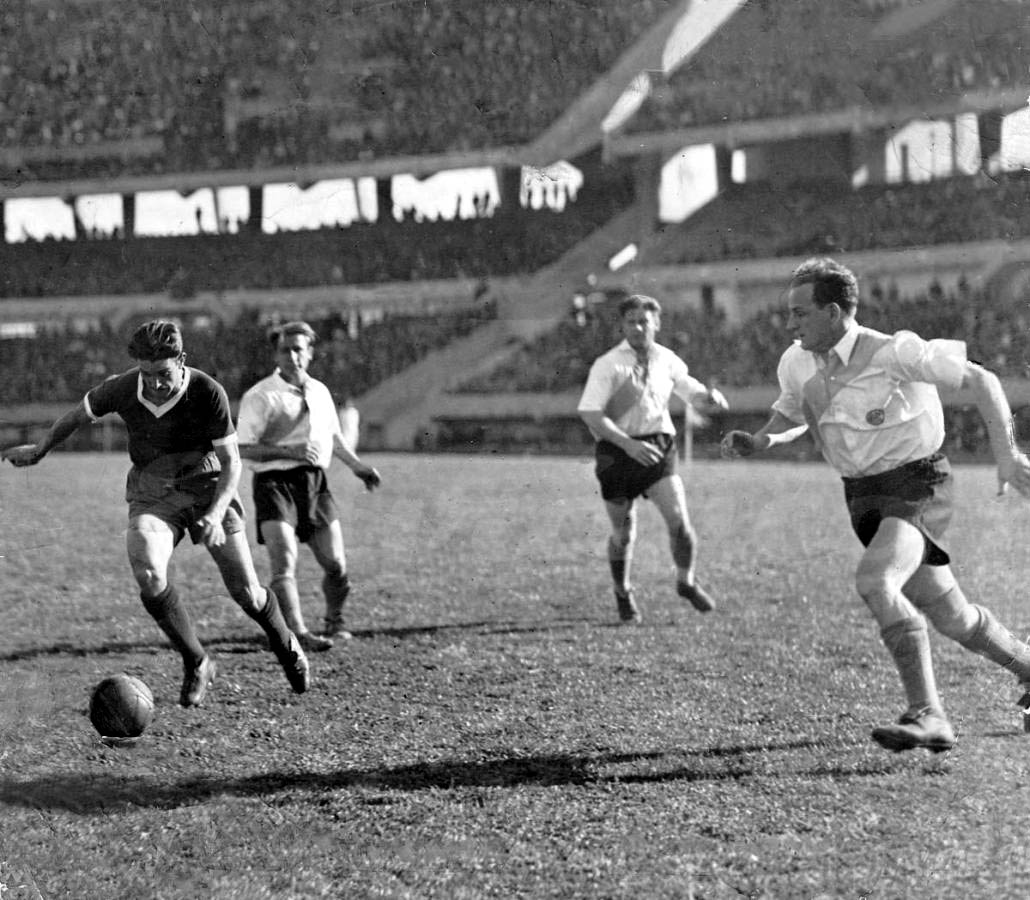
12 ottobre 1939: Vicente de la Mata affronta la difesa del River

| N. |                      | Ruolo | Calciatore         |
| -- | -------------------- | ----- | ------------------ |
|    | Uruguay (bandiera)   | P     | Juan Besuzzo       |
|    | Argentina (bandiera) | P     | Sebastián Sirni    |
|    | Argentina (bandiera) | D     | Antonio Blanco     |
|    | Uruguay (bandiera)   | D     | Avelino Cadilla    |
|    | Cile (bandiera)      | D     | Ascanio Cortés     |
|    | Argentina (bandiera) | D     | Alberto Cuello     |
|    | Argentina (bandiera) | D     | Mario Filippo      |
|    | Argentina (bandiera) | D     | Ricardo Vaghi      |
|    | Argentina (bandiera) | D     | Luis Vassini       |
|    | Argentina (bandiera) | D     | Aarón Wergifker    |
|    | Argentina (bandiera) | D     | Norberto Yácono    |
|    | Spagna (bandiera)    | C     | Leonardo Cilaurren |
|    | Argentina (bandiera) | C     | Armando Díaz       |
|    | Argentina (bandiera) | C     | Esteban Malazzo    |
|    | Argentina (bandiera) | C     | Raúl Martínez      |
|    | Argentina (bandiera) | C     | José Minella       |
|    | Argentina (bandiera) | C     | José Ramos         |
|    | Argentina (bandiera) | C     | Bruno Rodolfi      |
|    | Argentina (bandiera) | C     | Isaac Sabán        |

| N. |                      | Ruolo | Calciatore            |
| -- | -------------------- | ----- | --------------------- |
|    | Argentina (bandiera) | C     | Fernando Sánchez      |
|    | Argentina (bandiera) | C     | Jenaro Sosa           |
|    | Perù (bandiera)      | A     | Jorge Alcalde         |
|    | Argentina (bandiera) | A     | Florencio Caffaratti  |
|    | Argentina (bandiera) | A     | Roberto D'Alessandro  |
|    | Argentina (bandiera) | A     | Aristóbulo Deambrossi |
|    | Argentina (bandiera) | A     | Bernabé Ferreyra      |
|    | Argentina (bandiera) | A     | Alberto Gallo         |
|    | Argentina (bandiera) | A     | Aureliano Gonnard     |
|    | Argentina (bandiera) | A     | Ángel Labruna         |
|    | Argentina (bandiera) | A     | Humberto Maffei       |
|    | Argentina (bandiera) | A     | José Martínez         |
|    | Argentina (bandiera) | A     | José Manuel Moreno    |
|    | Argentina (bandiera) | A     | Juan Carlos Muñoz     |
|    | Argentina (bandiera) | A     | Adolfo Pedernera      |
|    | Argentina (bandiera) | A     | Carlos Peucelle       |
|    | Argentina (bandiera) | A     | Luis Rongo            |
|    | Argentina (bandiera) | A     | Ricardo Stagi         |
|    | Argentina (bandiera) | A     | Eladio Vaschetto      |

## Statistiche

### Statistiche di squadra
| Competizione     | Punti | Totale | Totale | Totale | Totale | Totale | Totale | DR  |
| Competizione     | Punti | G      | V      | N      | P      | Gf     | Gs     | DR  |
| ---------------- | ----- | ------ | ------ | ------ | ------ | ------ | ------ | --- |
| Primera División | 50    | 34     | 23     | 4      | 7      | 100    | 43     | +57 |
| Totale           | -     |        |        |        |        |        |        | -   |